# Anacis umbrifera
Anacis umbrifera là một loài tò vò trong họ Ichneumonidae.